# Ise Sadaoki
 (mars 2025).
Si vous disposez d'ouvrages ou d'articles de référence ou si vous connaissez des sites web de qualité traitant du thème abordé ici, merci de compléter l'article en donnant les références utiles à sa vérifiabilité et en les liant à la section « Notes et références ».
Ise Sadaoki est un nom japonais traditionnel ; le nom de famille (ou le nom d'école), Ise, précède donc le prénom (ou le nom d'artiste).
Ise Sadaoki (伊勢 貞興), né en 1559 et mort le 2 juillet 1582, est un samouraï, vassal du clan Akechi durant les époques Sengoku et Azuchi-Momoyama, au Japon, au XVIe siècle.

## Biographie
Marié à la fille d'Akechi Mitsuhide, Sadaoki sert plus tard sous les ordres de Mitsuhide, puis, par son intermédiaire, Oda Nobunaga.
Il participe à l'Incident du Honnō-ji. Plus tard, lors de la bataille de Yamazaki, il est vaincu par les forces de Toyotomi Hideyoshi. Il meurt à l'âge de 23 ans.
Le fils de Sadaoki, Ise Sadahira, sert le clan Tokugawa pendant l'époque d'Edo, et leur descendance continue à servir comme vassal direct de cette famille.
Il est présent dans le jeu vidéo Assassin's Creed Shadows.